# C'era una volta un cane
C'era una volta un cane (in russo Жил-был пёс?, Žil-byl pës) è un film d'animazione sovietico del 1982, ispirato alla fiaba tradizionale ucraina Sirko.

## Trama
L'azione si svolge in un villaggio ucraino. Un anziano cane da guardia diventa inutile e i proprietari decidono di mandarlo via dal cortile. L'ultima goccia è il fatto che il cane non ha dato l'allarme durante il furto, avvenuto di notte nella casa dei proprietari del cane. In soccorso di Cane, che è fuggito nel bosco dopo essere stato cacciato di casa e sta per impiccarsi, arriva il suo ex nemico Lupo. Questi aiuta il Mastino a dimostrare ai suoi ex padroni che c'è bisogno di lui: inscena abilmente il rapimento del bambino del padrone, e il Mastino finge di sconfiggere il Lupo e salvare il bambino. Come ricompensa, il Cane viene restituito all'aia con tutti gli onori. Sentendosi in debito con il Lupo, il Cane trova un modo per ripagarlo del favore. In inverno, i padroni del cane organizzano un matrimonio per la figlia. Il Cane incontra il Lupo nella foresta, gli offre qualcosa da mangiare e lo aiuta a intrufolarsi in casa, dove lo nutre con il cibo rubato dalla tavola del padrone e beve vodka. Il Lupo, addolcito dal luppolo e dalle abbondanti leccornie, con orrore del Cane, vuole cantare, pronunciando una frase che è diventata anche un tormentone: “Canterò!”. Proprio in quel momento uno degli ospiti inizia una canzone ucraina e il Lupo inizia a ululare forte contro i cantanti, tradendosi così. Le persone riunite nella casa, avendo intuito che in qualche modo c'era un lupo sotto il tavolo, si armano di ogni sorta di oggetto per proteggersi da lui, ma il Cane “scaccia” il Lupo dalla casa. Allora il lupo ringrazia il cane per le leccornie, lo saluta e se ne va nella foresta, abbattendo con la pancia una parte del bargiglio del padrone e pronunciando un'altra frase alata: “Entra pure se hai bisogno di qualcosa...”.